# برانكو جوروفيتش
برانكو جوروفيتش (بالصربية: Бранко Јоровић) مواليد 27 نوفمبر 1981 في تشاتشاك، جمهورية يوغوسلافيا الاشتراكية الاتحادية، هو لاعب كرة سلة صربي معتزل. بدأ مسيرته الاحترافية في سنة 2000. حقق المركز الأول في الألعاب الجامعية الصيفية 2003. اعتزل اللعب في 2016.

## المسيرة الاحترافية
لعب مع نادي إف إم بي لكرة السلة من سنة 2003 إلى 2006، ثم لعب مع نادي أوليمبياس باتراس لكرة السلة في سنة 2008، ثم لعب مع نادي رادنيتشكي كراغوييفاتس لكرة السلة في موسم 2008–2009، ثم لعب مع نادي لوفين براونشفايغ لكرة السلة في موسم 2011–2012، ثم لعب مع نادي إيجوكيا لكرة السلة من سنة 2012 إلى 2015.

## الميداليات
| الميدالية | المسابقة                      |
| --------- | ----------------------------- |
| ذهبية     | الألعاب الجامعية الصيفية 2003 |

## روابط خارجية
- برانكو جوروفيتش على موقع الاتحاد الدولي لكرة السلة (الإنجليزية)
- برانكو جوروفيتش على موقع الدوري الأوروبي لكرة السلة (الإنجليزية)
- برانكو جوروفيتش على موقع كرة السلة الأوروبية.كوم (الإنجليزية)
- برانكو جوروفيتش على موقع ريلجم (الإنجليزية)
- برانكو جوروفيتش على موقع بروبوليرز (الإنجليزية)
- برانكو جوروفيتش على موقع سبورتس رفرنس (الإنجليزية)